# Pikuniku
Pikuniku ist ein Rätsel- und Abenteuercomputerspiel, entwickelt vom französisch-britischen Indie-Studio Sectordub und von Devolver Digital vertrieben. Das Spiel wurde am 24. Januar 2019 weltweit für Nintendo Switch, Windows, macOS und Linux veröffentlicht. Der Spieler kontrolliert eine rote Kreatur namens Piku, die in einer farbenfrohen 2D-Welt in einer Höhle lebt. Das Ziel des Abenteuers ist es, Mr. Sunshine und seinen Plan, alle Ressourcen der Insel aus dunklen Gründen zu sammeln, zu durchkreuzen.

## Übersicht
Das Spiel beginnt, als der Held Piku aus einem langen Schlaf in einer Höhle aufwacht. Piku wagt sich in das Nachbardorf und terrorisiert die Bewohner. Sie sperren ihn in einen Käfig, weil er die Dorfbrücke zerstört hat, und sie geben ihn frei, als er ihnen verspricht, sie zu reparieren. Anschließend muss Piku verstehen, was die Absichten von Mr. Sunshine und seiner Sunshine Inc. sind.

## Spielprinzip
Pikuniku ist ein Rätsel- und Abenteuervideospiel, in dem der Spieler die rote und armlose Kreatur namens Piku kontrollieren muss. Der Spieler durchläuft eine lustige und farbenfrohe 2D-Welt und löst Rätsel. Bei den meisten Rätseln muss man Objekte auf Schaltern drücken, um Türen zu öffnen und auf neue Orte zuzugreifen. Piku kann seine Beine auch als Lasso verwenden, um von Haken zu Haken zu hängen, oder sich auch zu einem Ball zusammenrollen, wodurch er sich schneller bewegen kann. Während des Spiels durchquert der Spieler Dörfer und interagiert mit ihren Bewohnern. Es ist möglich, Gegenstände wie Hüte zu finden oder sogar zu kaufen. Das Spiel verfügt außerdem über einen Kooperationsmodus mit neun Spielabschnitten. Der zweite Spieler kontrolliert Niku, eine orangefarbene Kreatur, die Piku ähnelt. In diesem Modus müssen beide Spieler zusammenarbeiten, um am Ende jedes Spielabschnitts ein Boot zu erreichen.